# Arabia Saudita en los Juegos Olímpicos de Barcelona 1992
Arabia Saudita estuvo representada en los Juegos Olímpicos de Barcelona 1992 por nueve deportistas masculinos que compitieron en cinco deportes.
El equipo olímpico saudita no obtuvo ninguna medalla en estos Juegos.